# The Latin American Xchange
Palmarès
2 fois champions du monde par équipes de la National Wrestling Alliance (Homicide & Hernandez)
1 fois champions par équipes de la Jersey All Pro Wrestling (Homicide & Hernandez)
1 fois champions du monde par équipe de la TNA (Hernandez & Homicidce)
4 fois Impact World Tag Team Championship (Santana & Ortiz)
The Latin American Xchange aussi connu sous l'acronyme LAX est un clan de catcheurs (lutteurs professionnels) composé de catcheurs latino-américain principalement connu pour leur travail à la Total Nonstop Action Wrestling (TNA) de 2006 à septembre 2009. En tant que membres de ce clan Homicide et Hernandez remportent les champions du monde par équipe de la National Wrestling Alliance à deux reprises, les championnats du monde par équipe de la TNA ainsi que les championnats par équipe de la Jersey All Pro Wrestling.
Entre 2017 et 2019, les membres du groupe : Santana et Ortiz remportent les Impact World Tag Team Championship à quatre reprises.

## Carrière

### Total Nonstop Action Wrestling (2005-2009)

#### Konnan contre le James Gang (2005-2006)
Le 12 novembre 2005, des tensions commencent à apparaitre au sein de 3Live Kru quand Konnan refuse de rejoindre B.G. James et Ron Killings pour célébrer la victoire de Kip James. Deux semaines plus tard, Konnan et Killings donnent leur accord pour faire venir Kip dans leur clan. Le 11 décembre durant Turning Point, Konnan trahit ses équipiers en donnant un coup de chaise à Kip James permettant la victoire de la Team Canada. Le 31 décembre, Bob Armstrong, le père de B.G., tente de persuader Konnan de revenir dans le clan mais ce dernier avec l'aide d'Homicide et Apolo (en) attaquent Armstrong.
Le 7 janvier 2006, Homicide et Apolo (en) affrontent Chase Stevens et Andy Douglas, Konnan frappe l'arbitre et ses adversaires avec une chaussette contenant une savonnette avant l'arrivée de B.G. James et Kip James. Le clan prend le nom de The Latin American Xchange huit jours plus tard durant Final Resolution où Konan et Homicide battent Stevens et Douglas. Ce jour-là, Apolo doit participer au match par équipe mais ne vient pas. La TNA le suspend puis décide de le renvoyer en février après une deuxième absence le 12 février où Apolo prétexte un vol annulé depuis Porto Rico ce qui s'avère être un mensonge,. 
LAX continue leur rivalité avec Kip et B.G. James qui se font connaitre sous le nom de James Gang. Le 12 février au cours d'Against All Odds, Konnan présente Machete qui remplace Apolo (en) aux côtés d'Homicide et les deux hommes perdent face au James Gang. Après le match, Konnan attaque B.G. James puis Bob Armstrong vient le défier ce qui le fait fuir.

### House of Glory (2017-...)
Le 16 décembre 2017, Santana et Ortiz battent The Private Party (Isiah Kassidy & Marq Quen), The House Of Gangone et Larger than Life (Brian Burgundy & TJ Marconi) et remportent les HOG Tag Team Championship.

### Circuit indépendant (2007-2008; 2011-2015 ;2017-...)
Le 19 mai 2018 lors de House of Hardcore 43, Ortiz & Santana battent The Spirit Squad (Kenny et Mikey). Le 14 juillet lors de CHIKARA /Beyond Clan Feuds, Ortiz et Santana battent Cornelius Crummels & Sonny De Farge.
Le 29 juillet lors de Beyond Americanrana 2018, Ortiz & Santana gagnent avec Jaka & Chris Dickinson contre Jordynne Grace, Kimber Lee, Mia Yim & Skylar.
Le 3 août lors de Wrestling Revolver The Catalina Wrestling Mixer Vol. 2, Ortiz & Santana battent Jake & Dave Crist, plus tard, ils perdent contre Dezmond Xavier et Zachary Wentz et ne remportent pas les PWR Tag Team Titles.
Le 4 août 2018 lors de AAW Jawbreaker, Santana & Ortiz ne parviennent pas à remporter les titres par équipe de la AAW en perdant contre Davey Vega & Mat Fitchett. 
Le 5 août lors de PROGRESS Coast To Coast Tour - Day 2, Santana & Ortiz battent James Drake et Zack Gibson. Le 7 août 2018 lors de PROGRESS Coast To Coast Tour - Day 3, Ortiz & Santana perdent contre Chris Brookes & Jonathan Gresham et ne remportent pas les Progress Tag Team Titles.'
Le 9 septembre lors de RevPro British J-Cup, Ortiz & Santana perdent contre WALTER & Timothy Tatcher. Le 12 septembre lors de Bar Wrestling 18, ils battent  Brian Cage et Jeff Cobb. 
Le 19 octobre lors de PWG Smokey and the Bandido, ils perdent contre Zachary Wentz & Dezmond Xavier et ne remportent pas les titres par équipe de la PWG.
Le 27 octobre lors du premier jour du ROH Chris Jericho's Rock N Wrestling Rager At Sea, ils perdent contre The Young Bucks. Le 31 octobre lors du quatrième jour, ils perdent avec Johnny Impact, Sami Callihan & Brian Cage contre le Bullet Club (Cody, Marty Scurll, Hangman Page & les Young Bucks.

### Retour à Impact Wrestling (2017-....)

#### Triple Impact World Tag Team Champions (2017-2019)
Ils font leur retour avec Konnan, Homicide et 3 nouveaux membres, Angel Ortiz, Mike Draztik/Santana et Diamanté.
Le 30 mars 2017 à Impact, Ortiz & Santana battent  Decay, Reno Scum et Laredo Kid & Garza Jr. et remportent les GFW World Tag Team Championship vacants. Le 2 juillet 2017 lors de Slammiversary XV, ils conservent les GFW et Impact World Tag Team Championship en battant  Drago & El Hijo del Fantasma, Garza Jr. & Laredo Kid et Naomichi Marufuji et Taiji Ishimori.
Le 28 septembre lors de GFW Victory Road, ils perdent les titres contre OVE.
Le 9 novembre 2017, ils battent OVE et remportent les Impact Tag Team Championship.
Le 6 avril 2018 à Impact vs Lucha Underground, Ortiz et Santana battent Killshot et The Mack et conservent les titres par équipe de Impact. Le 22 avril à Redemption, ils perdent les Impact World Tag Team Championship contre Scott Steiner et Eli Drake. Le 10 mai à Impact, Santana & Ortiz perdent contre Andrew Everett et DJZ. Le 7 juin à Impact, Santana & Ortiz battent le Cult of Lee. Le 21 juin à Impact, ils battent Z&E et remportent les Impact World Tag Team Championship pour la troisième fois de sa carrière. 
Le 28 juin à Impact, Konnan menace King. Le 5 juillet 2018 à Impact, Santana, Ortiz et Konnan excluent King du groupe, plus tard, Homicide effectue son retour avec Hernandez aux côtés de King en attaquant Konnan, Santana et Ortiz, formant un nouveau groupe nommé OGz. Le 12 juillet à Impact, Homicide et Hernandez battent deux jobbers. Après le match, leur manager, King défi Ortiz et Santana d'affronter Homicide et Hernandez pour Slammiversary dans un 5150 Street Fight. 
Le 22 juillet lors de Slammiversary, Santana & Ortiz battent Homicide & Hernandez au cours d'un 5150 Street Fight et conservent les titres par équipe de Impact.
Le 2 août à Impact, Homicide et Hernandez battent rapidement deux compétiteurs locaux. Après le match, King insulte LAX au mocro, les défiant de venir se battre, Santana & Ortiz attaquent alors King, Homicide et Hernandez. Santana & Ortiz tentèrent de frapper Hernandez avec une hache mais les deux équipes seront séparés par la sécurité.
Le 16 août, LAX et The OGZ se retrouvent dans la rue pour un combat de rue, Ortiz & Santana parviennent après un combat difficile et intense à mettre K.O Homicide & Hernandez et à récupérer leurs titres par équipe volés par The OGZ lors de Slammiversary. Après le combat, King provoque et insulte Konnan, ce dernier lui répondra avec un coup de poing au visage, laissant les membres du OGZ K.O sur le trottoir.
Le 6 septembre à Impact, il est annoncé que LAX affrontera The OG'z lors de Bound for Glory au cours d'un six-man tag team match.
Le 13 septembre à Impact, Ortiz & Santana battent The Frat. Après le match, les membres de The OG'z viennent provoquer LAX. Le 27 septembre à Impact, Santana & Ortiz battent The Desi Hit Squad.
Le 14 octobre lors de Bound for Glory 2018, Ortiz, Santana & Konnan battent The OGz (King, Hernandez & Homicide) au cours d'un Concrete Jungle Death match. 
Le 25 octobre à Impact, Santana & Ortiz battent The Heavenly Bodies. Le 1er novembre à Impact, ils battent Matt Sydal & Ethan Page. Le 15 novembre à Impact, ils battent KM & Fallah Bahh.
Le 13 décembre à Impact, Konnan en colère annonce à Ortiz & Santana qu'il ne sera pas avec eux à Homecoming pour leur match face aux Lucha Brothers. Plus tard, Santana perd contre Fénix. Le 6 janvier 2019 à Homecoming, Santana & Ortiz conservent leurs titres en battant les Lucha Brothers.
Le 18 janvier à Impact, ils battent leurs anciens rivaux : oVe (Jake Crist & Dave Crist). Le 1er février à Impact, LAX et Taurus perdent contre The Lucha Bros & Daga. Après le match, les Lucha Bros défient LAX pour un match de championnat par équipe la semaine suivante. 
La semaine suivante à Impact, Ortiz et Santana perdent les titres par équipe de Impact contre les Lucha Bros.

#### Heel Turn, nouveau règne de champions par équipe de Impact et face turn (2019)
Le 28 avril lors de Impact Rebellion, LAX remportent un Full Metal Mayhem match contre les Lucha Brothers et récupèrent les championnats par équipe de Impact. Après le match, ils font la paix avec les Lucha Brothers et effectuent un face turn. Après cette réconciliation, Konnan annonça qu'il représente maintenant les Lucha Brothers et Ortiz & Santana.
Le 10 mai à Impact, Ortiz & Santana battent Moose et Josh Alexander.
Le 7 juin à Impact, ils conservent leurs titres par disqualification contre The Rascalz qui avaient tenté de remporter le match en se servant du troisième membre de leur groupe.
Le 5 juillet lors de Bash at Brewery, ils perdent les titres par équipe de Impact contre The North. Le 7 juillet lors de Slammiversary, ils perdent au cours d'un triple threat tag team match impliquant The Rascalz et The North au profit de cette dernière équipe et ne récupèrent pas les titres par équipe de Impact.

#### Arrivée de Daga et départ de Santana & Ortiz (2019-2020)
Lors de l'épisode de Impact du 6 septembre, Ortiz & Santana perdent un Titles vs. Careers match au profit de The North et se voient contraints de quitter Impact.
Les seuls membres restants à ce moment sont Daga et Konnan qui cessèrent d'apparaître ensemble par la suite., cependant aucune annonce marquant la dissolution du clan ne fut faite laissant le doute sur l'avenir du clan.

## Membres du groupe
| Identité                         | Période                                                         | Notes |
| -------------------------------- | --------------------------------------------------------------- | --- |
| Konnan (Leader)                  | 12 novembre 2005 – 19 juin 2007 16 mars 2017 – présent          | Manager |
| Machete                          | 12 février 2006 - mars 2007                                     | |
| Homicide                         | 12 novembre 2005 – 10 septembre 2009 16 mars 2016 – 2 juin 2018 | 1 fois TNA X Division Champion 2 fois NWA World Tag Team Champion 1 fois TNA World Tag Team Champion                                |
| Apolo                            | 31 décembre 2005 – 12 février 2006                              | |
| Héctor Guerrero (ancien manager) | 1er mai 2008 – 25 septembre 2008                                | |
| Angel Ortiz                      | 16 mars 2017 – 17 août 2019                                     | 4 fois Impact World Tag Team Champion 1 fois GFW Tag Team Champion 1 fois HOG Tag Team Champion 1 fois WrestlePro Tag Team Champion |
| Mike Draztik/Santana             | 16 mars 2017 – 17 août 2019                                     | 4 fois Impact World Tag Team Champion 1 fois GFW Tag Team Champion 1 fois HOG Tag Team Champion 1 fois WrestlePro Tag Team Champion |
| Diamante                         | 16 mars 2017 – 28 janvier 2019                                  | |
| Hernandez                        | 12 novembre 2005 – 10 septembre 2009                            | 2 fois NWA World Tag Team Champion 1 fois TNA World Tag Team Champion                                                               |
| Low Ki                           | 3 août 2017 - 23 août 2017                                      | |
| King                             | 25 avril 2018 - 2 juin 2018                                     | |
| Daga                             | 20 juillet 2019-...                                             | |

## Caractéristiques au catch
- Prises de finition :
  - Powerbomb en combo avec un Blockbuster (Santana & Ortiz)
  - Powerbomb en combo avec un diving Double Stomp (Sanrana & Ortiz)
- Prises favorites
  - Double Superkick (Santana & Ortiz)
  - Superkick (de Santana) en stéréo avec un Enzuigiri de Ortiz
  - Powerbomb suivi d'un DDT (Ortiz)
  - Reverse Powerbomb suivi par un Powerbomb (Santana)

## Palmarès

### Hernandez & Homicide
- International Wrestling Association
  - 1 fois IWA World Tag Team Championship - Hernandez et Homicide[57]

- Jersey All Pro Wrestling
  - 1 fois JAPW Heavyweight Champion - Homicide
  - 1 fois JAPW Tag Team Champion – Homicide et Hernandez

- River City Wrestling (San Antonio)
  - 1 fois RCW Tag Team Championship - Hernandez et Homicide[58]

- Total Nonstop Action Wrestling/Global Force Wrestling/ Impact Wrestling
  - 2 fois NWA World Tag Team Championship - Hernandez et Homicide
  - 1 fois TNA World Tag Team Championship - Hernandez et Homicide (1)
  - TNA Feast or Fired (2008 – TNA World Heavyweight Championship) - Hernandez
  - TNA Feast or Fired (2008 – TNA X Division Championship) - Homicide
  - Deuces Wild Tag Team Tournament (2008)
  - Match of the Year (2006) vs. A.J. Styles et Christopher Daniels à No Surrender

### Ortiz & Santana
- AAW: Professional Wrestling Redefined
  - AAW Tag Team Championship (1 fois)
- House of Glory
  - HOG Tag Team Championship (1 fois)

- Impact Wrestling
  - GFW Tag Team Championship (1 fois)
  - GFW / Impact World Tag Team Championship (4 fois, règne le plus long)
  - Tag Team of the Year (2018)

- World Wrestling League
  - WWL Tag Team Championship (1 fois)
- WrestlePro
  - WrestlePro Tag Team Championship (1 fois)

## Récompenses des magazines
- Fighting Spirit magazine
  - The Heyman Award (2006)

- Wrestling Observer Newsletter
  - Tag Team of the Year (2006)
  - Best Gimmick (2006)